# Евальд Мертенс
Евальд Мертенс (нім. Ewald Mertens; 14 серпня 1914, Ессен — 10 червня 2017, Бад-Райхенгалль) — німецький офіцер, майор вермахту. Кавалер Лицарського хреста Залізного хреста.

## Нагороди
- Медаль «У пам'ять 13 березня 1938 року»
- Медаль «У пам'ять 1 жовтня 1938»
- Залізний хрест 2-го і 1-го класу
- Штурмовий піхотний знак в сріблі
- Нагрудний знак «За поранення» в чорному
- Лицарський хрест Залізного хреста (22 лютого 1942) — як гауптман і командир 15-ї роти 204-го піхотного полку 97-ї легкої піхотної дивізії. Нагороджений за заслуги у боях в Донецькій області в грудні 1941 року, під час яких рота Мертенса успішно відбила численні контрнаступи радянських військ. Сам Мертенс був важко поранений.
- Медаль «За зимову кампанію на Сході 1941/42»
- Німецький хрест в золоті (13 травня 1943) — як гауптман і командир 2-го батальйону 204-го єгерського полку 97-ї єгерської дивізії.
- Срібна медаль із зображенням Patrona Bavariae (2014) — вручена прем'єр-міністром Баварії Горстом Зеегофером з нагоди 100-річчя Мертенса.[1]